# Cystiactis gaudichaudi
Cystiactis gaudichaudi is een zeeanemonensoort uit de familie Actiniidae. De anemoon komt uit het geslacht Cystiactis. Cystiactis gaudichaudi werd in 1857 voor het eerst wetenschappelijk beschreven door Milne Edwards. 